# Бертоль, Жан
Жан Бертоль (фр. Jean Bertholle; 1909, Дижон — 1996, Париж) — французский художник, график, представитель новой парижской школы.

## Биография
Обучался живописи в Школе искусства и дизайна в Сент-Этьене и Лионе. Затем продолжил учёбу в Национальной высшей школе изящных искусств в Париже (1933—1934).
В произведениях начального периода творчества художника ощутимо влияние кубистов и сюрреалистов, позже занимался преимущественно абстракционизмом, выдержанным в тёмной колористике.
После 1958 вернулся к яркой и гармоничной гамме цветов. Его творчество относят к течению иллюзивного абстракционизма.
Жан Бертоль был членом Института Франции, Академии изящных искусств Франции (1983), Академии наук и искусств Дижона, почëтным профессором Национальной высшей школы изящных искусств в Париже.